# 克里武利亞河 (伊爾沙夫卡河支流)
克里武利亞河（烏克蘭語：Кривуля），是烏克蘭西部的河流，屬於伊爾沙夫卡河的右支流。該河流經外喀爾巴阡州的胡斯特區，河道全長48公里，流域面積346平方公里。